# Liễu (họ)
Liễu là một họ của người châu Á. Họ này có mặt ở Trung Quốc (chữ Hán: 柳, Bính âm: Liu), Triều Tiên (Hangul: 유 hoặc 류, Romaja quốc ngữ: Yu, Yoo với "유" hoặc Ryu với "류") và Nhật Bản (Kanji: 柳, Romaji: Yanagi). Trong danh sách Bách gia tính họ Liễu xếp thứ 60. Về mức độ phổ biến, theo thống kê năm 2000 có khoảng 600.000 người mang họ Ryu/Yu (Hanja: 柳).

## Người Việt Nam họ Liễu
- Liễu Quang Vinh, cầu thủ bóng đá

## Người Trung Quốc họ Liễu nổi tiếng
- Liễu Hạ Huệ, danh sĩ thời Xuân Thu
- Liễu Tông Nguyên, thi sĩ thời nhà Đường, một trong Đường-Tống bát gia
- Liễu Công Quyền, đại thư họa gia cuối thời nhà Đường
- Liễu Di Trưng, nhà sử học Trung Quốc đầu thế kỷ XX
- Liễu Đại Hoa, kỳ thủ cờ tướng Trung Quốc.
- Liễu Thăng, tướng Nhà Minh.

## Người Triều Tiên họ Ryu/Yu/Yoo nổi tiếng
- Yu Seong Ryong (Hangul: 유성룡, Hanja: 柳成龍, Hán Việt: Liễu Thành Long), học giả thời nhà Triều Tiên
- Yu Deuk-gong (Hangul: 유득공, Hanja: 柳得恭, Hán Việt: Liễu Đắc Cung), sử gia thời nhà Triều Tiên
- Rhyu Si Min (Hangul: 유시민, Hanja: 柳時民, Hán Việt: Liễu Thì Dân), nhà chính trị Hàn Quốc
- Yoo Sang Chul (Hangul: 유상철, Hanja: 柳相鐵, Hán Việt: Liễu Tương Thiết), cầu thủ bóng đá Hàn Quốc
- Ryu Seung Min (Hangul: 유승민, Hanja: 柳承敏, Hán Việt: Liễu Thừa Mẫn), vận động viên bóng bàn Hàn Quốc
- Yoo Yong Sung (Hangul: 유용성, Hanja: 柳鏞成, Hán Việt: Liễu Dung Thành), vận động viên cầu lông Hàn Quốc
- Ryu Shi Won (Hangul: 류시원, Hanja: 柳時元, Hán Việt: Liễu Thì Nguyên), diễn viên Hàn Quốc
- Hyun Young, tên thật là Yoo Hyun Young (Hangul: 유현영, Hanja: 柳賢榮, Hán Việt: Liễu Hiền Vinh), ca sĩ Hàn Quốc